# Estêvão Báthory da Polônia
Estêvão Báthory (Șimleu Silvaniei, 27 de setembro de 1533 – Hrodna, 12 de dezembro de 1586) foi o Rei da Polônia e Grão-Duque da Lituânia de 1576 até sua morte em direito de sua esposa a rainha Ana Jagelão. Era filho de Estêvão VIII Báthory, Voivoda da Transilvânia, e sua esposa Catarina Telegdi.

## Biografia
Estêvão Báthory nasceu dentro de uma antiga família de nobres, atualmente extinta, mas originalmente quase contemporânea da monarquia húngara.  Báthory passou sua infância e juventude na corte do imperador Fernando I de Habsburgo, posteriormente juntou-se a João Zápolya e ganhou igual renome como diplomata hábil na corte imperial. Zapolya o recompensou com a voivodia da Transilvânia. Como defensor leal dos direitos do filho de seu protetor, João Sigismundo, ele atraiu a animosidade do imperador Maximiliano I que o manteve em prisão durante dois anos. Em 25 de maio de 1571, na morte de João Sigismundo, Báthory foi eleito príncipe da Transilvânia pela maioria dos nobres húngaros, apesar da oposição da corte de Viena e contra os desejos do príncipe anterior, que havia indicado Gaspar Bekesy para seu sucessor. Devido a insistência de Bekesy em ter para si o principado, uma guerra civil se instalou e resultou na vitória de Báthory e na expulsão de seu rival do país no ano seguinte.
Após a morte do rei Sigismundo II da Polônia sem deixar herdeiro em 1572, sua irmã solteira Ana Jagelão tornou-se a única herdeira do Reino da Polônia. Devido ao conflito com seu irmão (sobre seu casamento com Bárbara Radziwiłłówna), ela permaneceu solteira e se tornou uma das personalidades mais influentes na República das Duas Nações. Durante o Sejm de abril de 1573, ela apoiou a eleição de um candidato francês para o trono e convenceu quase 50 mil membros da szlachta a elegerem Henrique de Valois. O par se casaria, o que fortaleceria a legitimação do governo de Henrique. Porém, menos que um ano após sua coroação, Henrique fugiu para Paris onde ele foi coroado rei da França.
O período do interregnum durou cerca de um ano e meio. Foi somente em 12 de dezembro de 1575 que o Sejm, convencido pelo núncio apostólico aceitou eleger um novo monarca. Embora no princípio Maximiliano de Habsburgo fosse eleito, devido ao grande apoio da Igreja Católica e do próprio Papa, após três dias a szlachta ameaçou o senado com uma guerra civil e exigiram um rei Piast, que é um rei da etnia polonesa. Depois de acaloradas discussões, ficou decidido que Ana Jagelão seria eleita rainha da Polônia. No mesmo dia o Sejm escolheu Estêvão Báthory como seu marido e de facto sucessor de Henrique III. Dentre os maiores apoiadores de sua candidatura estavam os protestantes (do tipo socinianos, arianos, luteranos e calvinistas), que temiam que um monarca ultracatólico como um Habsburgo poderia subverter os princípios da Confederação de Varsóvia e apoiar a Contra-Reforma. Por outro lado, Báthory tinha o mérito de ser o governante da Transilvânia, um estado onde a liberdade religiosa tinha sido introduzida já em 1568. Em 1 de maio de 1576, Báthory casou-se com Ana e tornou-se o governante da República das Duas Nações, na época o maior e o mais populoso estado na Europa. Por ocasião da coroação, seus títulos oficiais eram Stefan, pela graça de Deus Rei da Polônia e Grão-Duque da Lituânia, Duque da Rutênia, Prússia, Mazóvia, Samogícia, Kiev, Volínia, Podláquia e Livônia, bem como Príncipe da Transilvânia.

Brasão de armas de István Báthory

Báthory provou ser um rei sábio, apesar do fato do país em que ele se tornou governante ter sofrido grande desgaste pelas dificuldades do interregnum. No princípio sua posição foi de extrema dificuldade devido à grande oposição interna, financiada por Maximiliano e a Moscóvia. Contudo, a súbita morte do imperador Maximiliano no exato momento em que aquele potentado, em aliança com a Moscóvia, estava preste a invadir a República das Duas Nações, mudou completamente o rumo dos fatos e apesar da desconfiança de Estêvão nos Habsburgos ainda permanecer viva, ele finalmente concordou em fazer uma aliança defensiva com o Sacro Império Romano-Germânico que foi levado a cabo pelo núncio apostólico em seu retorno a Roma em 1578.
Toda a oposição armada desmoronou com a rendição da cidade hanseática de Gdańsk. Encorajada por sua imensa riqueza e fortificações quase inconquistáveis, bem como pelo apoio secreto da Dinamarca e do imperador, ela tinha apoiado o Imperador Maximiliano II e tinha fechado seus portões para o novo monarca. Após seis meses de cerco e uma feroz batalha em 16 de dezembro de 1577, na qual seu exército de 5 mil mercenários foi totalmente derrotado em campo aberto, a oposição foi reduzida.
Entretanto, os exércitos de Báthory eram muito fracos para tomar a cidade pela força e um acordo foi firmado. Báthory aceitaria que Gdańsk continuasse a manter alguns de seus privilégios e a cidade o reconheceria como governante da Polônia além de pagar-lhe uma grande soma de 200 mil guldens em ouro como um pedido de "desculpas". Báthory confirmou os privilégios a Gdańsk em 1577. Mais tarde ela seria uma leal parceira do Reino durante a guerra com a Suécia e a Moscóvia, fornecendo ajuda quando solicitada.

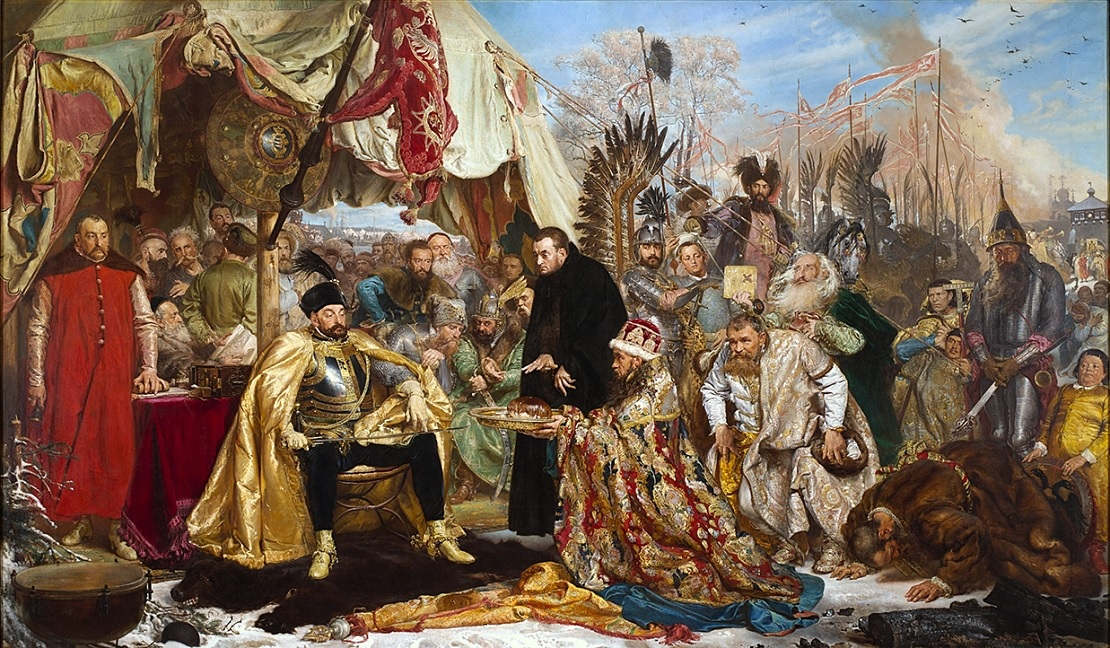
Jan Zamoyski (vestido de vermelho) à direita do rei István Báthory, em Psków. Pintura de Jan Matejko.

Esta vitória deu a Báthory uma chance para se dedicar às relações exteriores e a conquistar uma forte posição internamente. Com a ajuda de seu chanceler Jan Zamoyski, Estêvão Báthory conseguiu reorganizar o exército polonês completamente. Entre suas invenções genuínas estava a piechota wybraniecka semiprofissional formação de infantaria, composta de camponeses treinados tanto em infantaria de guerra quanto em engenharia. Báthory também reorganizou o ramo do judiciário do poder com a formação de tribunais legais e também fundou a Academia de Wilmo, a terceira universidade na República das Duas Nações e uma antecessora da moderna Universidade de Vilnius. Báthory e Zamoyski eram políticos qualificados que puderam ganhar várias facções da pequena nobreza polonesa a fim de fortalecer a autoridade real. Isto foi feito principalmente por meio de uma melhor tributação das terras da coroa e arrendamentos das propriedades reais junto à pequena nobreza. Ele também foi notável como monarca ao ordenar que Samuel Zborowski fosse executado por traição e assassinato, um veredicto que não conseguia ser cumprido durante quase uma década, devido ao grande poder que exercia sua família.
Nas relações externas, Báthory buscou a paz através de fortes alianças. As dificuldades com o Império Otomano foram temporariamente ajustadas por uma trégua assinada em 5 de novembro de 1577. O Sejm reunido em Varsóvia foi convencido a garantir subsídios a Estêvão para uma guerra inevitável contra a Moscóvia. Duas campanhas de marchas cansativas e ainda cercos mais exaustivos, nas quais Báthory, embora repetidamente impedido pela parcimônia do Sejm, obteve sucesso, sua hábil diplomacia acalmou ao mesmo tempo as desconfianças dos otomanos e do imperador.

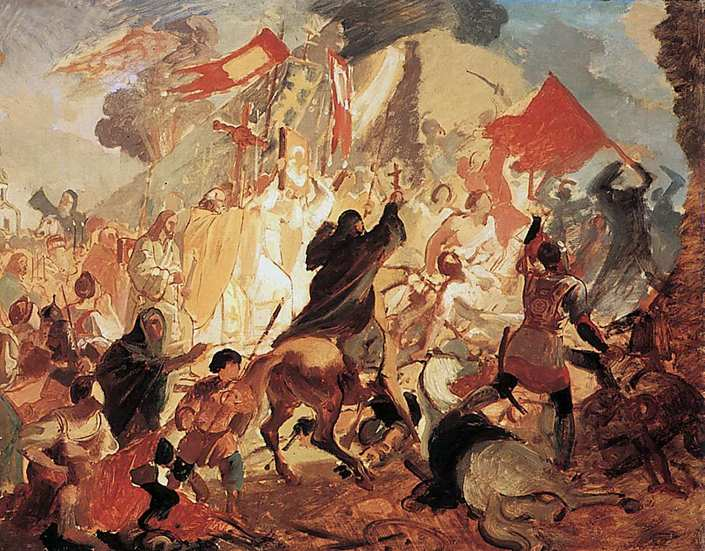
O cerco a Pskov, a última (e inacabada) pintura de Karl Briullov.

Báthory, com seu chanceler Jan Zamoyski, comandaram o exército da República em uma brilhante e decisiva campanha contra as forças invasoras de Ivan, o Terrível durante a Guerra da Livônia. Os russos tinham invadido a Livônia e tomado Dorpat do vassalo da República, o Ducado da Curlândia. O exército da República sob o comando de Báthory derrotou a força russa em Velikiye Luki. Em 1581, Estêvão penetrou no coração da Moscóvia e em 22 de agosto, sitiou a cidade de Pskov, cuja grande extensão e imponentes fortificações encheram o pequeno exército da República de desânimo. Mas o rei, apesar do pessimismo de seus próprios oficiais e do protesto do núncio apostólico Possevino, a quem a cúria, iludida pela ideia de uma união das igrejas, tinha enviado expressamente de Roma para mediar entre o tsar e o rei de Polônia, manteve o cerco à cidade ao longo do severo inverno do ártico, até que, em 13 de dezembro de 1581, Ivan, o Terrível, preocupado com a segurança da terceira maior cidade de seu império, assinou o tratado de paz em Jam Zapolski (15 de janeiro de 1582), cedendo Polatsk e devolvendo toda a Livônia para a República.
Com os problemas na fronteira oriental resolvidos, Báthory planejou uma aliança cristã contra os otomanos. Ele propôs uma aliança antiotomana com a Moscóvia, que ele considerou um passo necessário para sua cruzada antiotomana. Porém, a Moscóvia estava a caminho de seu Tempo de Dificuldades, de modo que ele não pode encontrar lá um parceiro. O projeto de uma República polaco-lituana-moscovita desapareceu com a sua súbita morte, em 12 de dezembro de 1586 em Hrodna.
Quando Estêvão Báthory morreu, houve um ano de interregnum. O filho do imperador Maximiliano, Arquiduque Maximiliano III, tentou conseguir o trono da República mas foi derrotado na Batalha de Byczyna e Báthory foi sucedido por Sigismundo III Vasa.